# Горгадзе, Елена Иосифовна
Елена Иосифовна Горгадзе (1 января 1928 года, Лагодехский район, ССР Грузия) — табаковод колхоза имени Дзержинского Лагодехского района, Грузинская ССР. Герой Социалистического Труда (1973). Депутат Верховного Совета Грузинской ССР 10-го созыва. Член ЦК Компартии Грузии.

## Биография
Родилась в 1928 году в крестьянской семье в одном из сельских населённых пунктов Лагодехского района (сегодня — Лагодехский муниципалитет). После окончания местной школы с 1944 года трудилась на табачной плантации колхоза имени Дзержинского Лагодехского района в бригаде Александра Семёновича Гелашвили. С 1966 года член КПСС.
В 1973 году получила высокий урожай табачного листа сорта «Трапезонд», досрочно выполнив личные социалистические обязательства Девятой пятилетки (1971—1975). Указом Президиума Верховного Совета СССР от 12 декабря 1973 года удостоена звания Героя Социалистического Труда за «большие успехи, достигнутые во Всесоюзном социалистическом соревновании, и проявленную трудовую доблесть в выполнении принятых обязательств по увеличению производства и продажи государству зерна, чайного листа и других продуктов земледелия в 1973 году» с вручением ордена Ленина и золотой медали «Серп и Молот» (№ 10904).
За выдающиеся трудовые результаты по итогам работы в годы Одиннадцатой пятилетки (1981—1985) была награждена Орденом Трудового Красного Знамени.
Избиралась депутатом Верховного Совета Грузинской ССР 10-го созыва (1981—1985), членом ЦК Компартии Грузии, делегатом XIX конференции КПСС (1988).
После выхода на пенсию проживала в селе Цоднискари Лагодехского муниципалитета.
Награды
- Герой Социалистического Труда
- Орден Ленина
- Орден Трудового Красного Знамени (07.07.1986)